# Abudefduf sexfasciatus

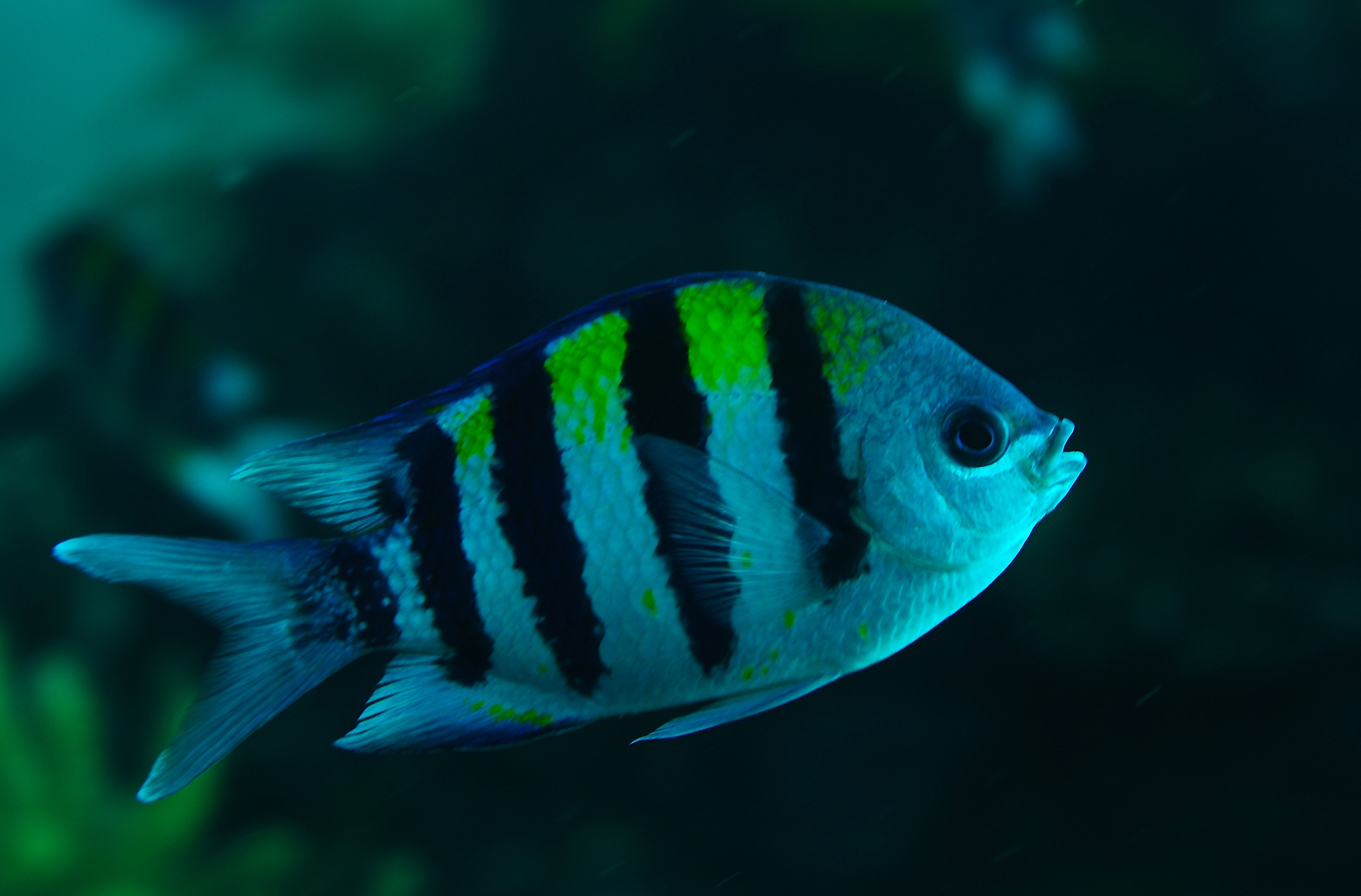

Abudefduf sexfasciatus és una espècie de peix de la família dels pomacèntrids i de l'ordre dels perciformes. Es troba des del Mar Roig fins a Pinda (Moçambic), les Tuamotu i el sud del Japó.
Els mascles poden assolir els 16 cm de longitud total.